# Marie Brožová
Marie Brožová (ur. 14 września 1901 w miasteczku Hustopeče nad Bečvou, zm. 26 września 1987 w Pradze) – czeska aktorka teatralna, filmowa i telewizyjna. 
Pracowała w Teatrze Narodowym w Brnie (1921–1926), Teatrze Josefa Kajetána Tyla w Pilźnie (1926–1931), Teatrze na Vinohradach w Pradze (1931–1963). 
Pochodziła z artystycznej rodziny, aktorami byli jej rodzice Karel (także reżyser i dyrektor teatru) i Kateřina oraz brat Antonín (także reżyser) i siostra Růžena (pierwsza czeska królowa piękności). Jej pierwszym mężem był architekt Karel Lhota, drugim – reżyser teatralny Bohuš Stejskal.

## Wybrane role filmowe
- 1941: Turbina (Turbína) – Májová, nauczycielka śpiewu
- 1945: Řeka čaruje – Emča Kalinová
- 1949: Szalona Barbara (Divá Bára) – Pepinka
- 1949: Pan Habetin odchodzi (Pan Habětín odchází) – Habětínová
- 1951: Wesoła trójka (Štika v rybníce) – ciotka Dufková
- 1953: Pływacki mariasz (Plavecký mariáš) – Váňová
- 1955: Dom na przedmieściu (Na konci města) – Kostková
- 1955: Psiogłowcy (Psohlavci) – żona Lammingera
- 1955: Sobór w Konstancji (Jan Hus) – matka Staška
- 1956: Srebrny wiatr (Stříbrný vítr) – Jarmila, matka Jana
- 1957: Przystanek na peryferiach (Tam na konečné) – Kovandová
- 1961: Teresa prowadzi śledztwo (Tereza) – Elbichová
- 1963: Królewna i rybak (Tři zlaté vlasy děda Vševěda) – rodzanica
- 1967: Kobiety nie bij nawet kwiatem (Ženu ani květinou neuhodíš) – babcia
- 1967: Skradziony balon (Ukradená vzducholoď) – babcia Jakubka
- 1976: Burzliwe lato (Bouřlivé víno) – ciotka Hrdlički
- 1978: Jak się budzi królewny (Jak se budí princezny) – stara pokojówka złej Melanii
- 1981: Szpital na peryferiach (Nemocnice na kraji města) – babcia (odcinek serialu TV)
- 1983: Podróże Jana Amosa Komeńskiego (Putování Jana Amose) – staruszka na stosie

## Nagrody
- 1961: odznaczenie „Za vynikající práci”[6]
- 1966: tytuł „Zasłużony artysta” („Zasloužilý umělec”)[6]